# NGC 2431
NGC 2431 је спирална галаксија у сазвежђу Рис која се налази на NGC листи објеката дубоког неба.
Деклинација објекта је + 53° 4' 32" а ректасцензија 7h 45m 13,3s. Привидна величина (магнитуда) објекта NGC 2431 износи 13,5 а фотографска магнитуда 14,4. NGC 2431 је још познат и под ознакама NGC 2436, UGC 3999, MCG 9-13-42, CGCG 262-24, NPM1G +53.0043, PGC 21711.